# Пам'ятки Арбузинського району
У Арбузинському районі Миколаївської області на обліку перебуває 6 пам'яток архітектури, 29 пам'яток історії і одна монументального мистецтва.

## Пам'ятки архітектури
| №п/п | Охоронний номер | Найменування пам'ятки          | Адреса                            | Рік                        | Автор         | Фото |
| ---- | --------------- | ------------------------------ | --------------------------------- | -------------------------- | ------------- | ---- |
| 1.   |                 | Сільськогосподарська школа     | с. Благодатне                     | Кінець XIX, початок XX ст. | О. І. Тищенко |      |
| 2.   |                 | Садибний будинок               | с. Воєводське                     | Кінець XIX                 | О. І. Тищенко |      |
| 3.   |                 | Житловий будинок залізничників | станція Кавуни, Одеська залізниця | 1915                       | О. І. Тищенко |      |
| 4.   |                 | Земська лікарня                | с. Новокрасне, вул. Радянська, 9  | II половина XIX ст.        | О. І. Тищенко |      |
| 5.   |                 | Школа                          | с. Новокрасне, вул. Радянська     | II половина XIX ст.        | О. І. Тищенко |      |
| 6.   |                 | Успенська церква               | с. Новокрасне, вул. Радянська     | II половина XIX ст.        | О. І. Тищенко |      |
|      |                 |                                |                                   |                            |               |      |

## Пам'ятки історії
| №п/п | Охоронний номер | Найменування пам'ятки | Адреса                     | Рік            | Автор     | Фото |
| ---- | --------------- | --- | -------------------------- | -------------- | --------- | ---- |
| 1.   | 58              | Меморіальний комплекс; братська могила радянських воїнів (12 осіб); пам'ятний знак на честь воїнів-земляків, загиблих в роки ВВВ.                                                                    | Центральний парк Арбузинки |                | 1970—1975 |      |
| 2.   | 58а             | Могила Героя Радянського Союзу Бондаренка І. А. (1914—1944). | Центральний парк Арбузинки |                | 1944      |      |
| 3.   | 1394            | Пам'ятний знак на честь борців революції. | вул. Шевченка              |                | 1979      |      |
| 4.   | 1430            | Група могил радянських воїнів — 5 братських та 5 одиночних могил (поховані 27 воїнів Радянської армії, які загинули при звільненні села Агрономія у 1944 році) (пам'ятник комплексний).              | с. Агрономія               | 1975           |           |      |
| 5.   | 59              | Братська могила радянських воїнів та пам'ятний знак на честь воїнів-земляків, загиблих в роки ВВВ (пам'ятник комплексний).                                                                           | с. Благодатне              | 1975           |           |      |
| 6.   | 1435            | Могила. комуніста Гудова П. М., вбитого кулаками у 1930 році. | с. Благодатне              | 1968           |           |      |
| 7.   | 60              | Братська могила радянських воїнів (17 осіб). | с. Бузьке                  | 1948 рек. 1975 |           |      |
| 8.   | 693             | Пам'ятний знак на честь воїнів-земляків, загиблих в роки ВВВ. | Село Воєводське            | 1974           |           |      |
| 9.   | 694             | Група могил радянських воїнів (всього 2 могили — Невідомого солдата та сержанта Приймака М. П. (1919—1944)) та пам'ятний знак на честь воїнів-земляків, загиблих в роки ВВВ (пам'ятник комплексний). | с. Воєводське              | 1977           |           |      |
| 10.  | 63              | Братська могила комсомольця Вадана Г. І., що загинув від рук куркулів у 1934 році та комуніста Савченка І. Г., що загинув у 1942 році.                                                               | с. Воля                    | 1950           |           |      |
| 11.  | 64              | Братська могила радянських воїнів (7 осіб). | с. Іванівка                | 1948           |           |      |
| 12.  | 1427            | Меморіальний комплекс; братська могила партизан громадянської війни (4 особи); братська могила радянських воїнів (48 осіб); пам'ятний знак на честь воїнів-земляків, загиблих в роки ВВВ.            | смт Костянтинівка (парк)   | 1975           |           |      |
| 13.  | -               | Пам'ятне місце, де у 1944 році відбулося форсування річки Південний Буг. | смт Костянтинівка          | 1985           |           |      |
| 14.  | 68              | Пам'ятний знак на честь воїнів-земляків, загиблих в роки ВВВ. | с. Любоіванівка            | 1975           |           |      |
| 15.  | 69              | Братська могила радянських воїнів (31 особа). | с. Мар'янівка              | 1948           |           |      |
| 16.  | 696             | Пам'ятний знак на честь воїнів-земляків, загиблих в роки ВВВ. | с. Новогригорівка          | 1975           |           |      |
| 17.  | 70              | Меморіальний комплекс; братська могила партизан громадянської війни (5 осіб), братська могила радянських воїнів (4 особи), пам'ятний знак на честь воїнів-земляків, загиблих в роки ВВВ.             | с. Новокрасне              | 1970 рек. 1975 |           |      |
| 18.  | 697             | Пам'ятний знак на честь воїнів-земляків, загиблих в роки ВВВ. | с. Новомихайлівка          | 1976           |           |      |
| 19.  | 71              | Могила першого сільського комуніста Козирєва П. А., вбитого куркулями у 1928 році. | с. Новоселівка             | 1958           |           |      |
| 20.  | 698             | Братська могила радянських воїнів (5 осіб) та пам'ятний знак на честь воїнів-земляків, загиблих в роки ВВВ (пам'ятник комплексний).                                                                  | с. Новоселівка             | 1975           |           |      |
| 21.  | 699             | Братська могила партизан громадянської війни (8 осіб) і радянських воїнів (18 осіб) та пам'ятний знак на честь воїнів-земляків, загиблих в роки ВВВ (пам'ятник комплексний).                         | с. Остапівка               | 1965           |           |      |
| 22.  | 72              | Братська могила радянських воїнів (4 особи). | с. Панкратове              | 1948           |           |      |
| 23.  | 73              | Могила Невідомого солдата, який загинув при звільненні села у березні 1944 року. | с. Полянка                 | 1950           |           |      |
| 24.  | 74              | Братська могила радянських воїнів (3 особи) та пам'ятний знак на честь воїнів-земляків, загиблих в роки ВВВ (пам'ятник комплексний).                                                                 | с. Рябоконеве              | 1947 рек. 1975 |           |      |
| 25.  | 75              | Могила радянського воїна Попкова І. А., який загинув при звільненні села Садове у 1944 році. | с. Садове                  | 1962           |           |      |
| 26.  | 76              | Пам'ятний знак на честь воїнів-земляків, загиблих в роки ВВВ. | с. Садове                  | 1962           |           |      |
| 27.  | 77              | Братська могила радянських воїнів (50 осіб). | с. Семенівка               | 1948           |           |      |
| 28.  | 78              | Пам'ятний знак на честь воїнів-земляків, загиблих в роки ВВВ. | с. Семенівка               | 1966           |           |      |
| 29.  | -               | Пам'ятне місце, де у 1944 році відбулося форсування річки Південний Буг. | с. Семенівка               | 1985           |           |      |

## Пам'ятки монументального мистецтва
| №п/п | Охоронний номер | Найменування пам'ятки               | Адреса                         | Рік  | Автор | Фото |
| ---- | --------------- | ----------------------------------- | ------------------------------ | ---- | ----- | ---- |
| 1.   | 1395            | Пам'ятний знак на честь хліборобів. | смт Арбузинка вул. Вчительська | 1979 |       |      |